# Iso Ahvenjärvi (Pajala socken, Norrbotten)
Iso Ahvenjärvi är en sjö i Pajala kommun i Norrbotten och ingår i Torneälvens huvudavrinningsområde. Sjön har en area på 0,0525 kvadratkilometer och ligger 159 meter över havet.

## Delavrinningsområde
Iso Ahvenjärvi ingår i det delavrinningsområde (749117-184042) som SMHI kallar för Mynnar i Muonioälvens vattendragsyta. Medelhöjden är 161 meter över havet och ytan är 64,69 kvadratkilometer. Räknas de 21 avrinningsområdena uppströms in blir den ackumulerade arean 628,61 kvadratkilometer. Kaunisjoki som avvattnar avrinningsområdet har biflödesordning 3, vilket innebär att vattnet flödar genom totalt 3 vattendrag innan det når havet efter 216 kilometer. Avrinningsområdet består mestadels av skog (59 procent) och sankmarker (38 procent). Avrinningsområdet har 0,12 kvadratkilometer vattenytor vilket ger det en sjöprocent på 0,2 procent.